# 2,3-二羟基苯甲酸
2,3-二羟基苯甲酸（英語：2,3-Dihydroxybenzoic acid，也称为次没食子酸）是一种酚酸类化合物，属于二羟基苯甲酸（DHBA），存在于羅比梅（学名：Flacourtia inermis）、西印度醋栗（学名：Phyllanthus acidus）等植物中。